# Paraguay-Großmazama
Der Paraguay-Großmazama (Mazama rufa), auch Mato-Grosso-Rotspießhirsch, ist eine Art der Hirsche, die im südöstlichen Brasilien, im östlichen Paraguay und im nördlichen Argentinien vorkommt. Sie bewohnt dort die Atlantischen Regenwälder und Teile der trockeneren Cerrado-Region. Äußerlich ähnelt der Paraguay-Großmazama anderen Vertretern aus dem Großmazama-Artkomplex und ist so durch sein rötlich-braun gefärbtes Fell charakterisiert. Typisch für die meisten Spießhirsche fällt die Rückenlinie ab und das Geweih besteht aus kurzen, einspitzigen Stangen. Gegenüber dem Großmazama weist der Paraguay-Großmazama aber deutliche genetische Unterschiede auf, die unter anderem einen umfangreicheren diploiden Chromosomensatz betreffen. Die Form erhielt bereits im Jahr 1815 ihre wissenschaftliche Bezeichnung. Ursprünglich bildete sie eine Unterart des Großmazamas. Schlussfolgernd aus der Erkenntnis, dass der Großmazama einen Artkomplex bildet, wurde der Paraguay-Großmazama im Jahr 2021 als eigenständige Art anerkannt.

## Merkmale

### Habitus
Der Paraguay-Großmazama entspricht in Größe und Aussehen weitgehend dem Großmazama (Mazama americana). Für die Tiere dieses Artkomplexes werden in der Regel Kopf-Rumpf-Längen von 90 bis 145 cm, eine Schulterhöhe von 58 bis 80 cm und ein Körpergewicht von 12 bis 65 kg mit Durchschnittswerten um 30 kg angegeben. Es herrscht aber eine starke geographische Variabilität vor. Zwei männliche und zwei weibliche Tiere aus Mato Grosso im südlichen Brasilien wiesen Körperlängen von 105 bis 142 cm auf. Für fünf weitere Tiere aus Paraná ließ sich eine Schulterhöhe von 64 bis 68 cm, eine Schwanzlänge von 13 bis 16 cm und ein Gewicht von 30 bis 42 kg bestimmen. Wie die anderen Vertretern der Spießhirsche ist beim Paraguay-Großmazama als Anpassung an das Leben in dichten Wäldern der hintere Körperteil niedriger als der vordere, außerdem sind die Geweihstangen relativ kurz. Das Fell des Paraguay-Großmazama ist überwiegend rötlich braun gefärbt, was sich vom Rücken über die Körperseiten, die äußeren und hinteren Bereiche des Oberschenkels und die Schwanzoberseite erstreckt. Hauptsächlich im Bereich des Kopfes, am Hals, in der Brustregion und in den unteren hinteren Abschnitten der Vorder- und Hinterbeine kommen schwärzliche Farbgebungen vor. Ebenso tritt in der Leistenregion eine dunklere Linie auf. Die Beininnenflächen, die Schwanzunterseite und Teile der Leiste erscheinen üblicherweise weißlich. Am Nacken zeichnet sich ein Streifen mit nach vorn gerichteten Haaren aus. Die Ohren sind an der Innenkante mit längeren weißlichen Haaren versehen, die Außenkante ist dunkel. Die Augen werden oben von einem gelblich-rötlichen Band umrahmt. Hinter der Nase beginnt ein dunkler und ein heller seitlicher Streifen. Ebenso markiert ein rötlich brauner Streifen den Unterkiefer, während ein heller Fleck die Mental-Region hervorhebt. Das Geweih ist wie bei den meisten Hirschen nur bei männlichen Individuen ausgebildet. Es ist einspitzig, die Längen liegen bei 7,8 bis 9,4 cm.

### Schädel- und Gebissmerkmale
Der Schädel ist zwischen 20,6 und 21,7 cm lang und an den Jochbögen 9,0 bis 9,3 cm breit. Im Bereich der Orbita beträgt die Breite 8,7 bis 9,4 cm. Der Gesichtsbereich nimmt gut 53 bis 55 % der gesamten Schädellänge ein. Die Tränengrube ist nur schwach angedeutet. Auf der Innenseite der Orbita befindet sich ein gedoppeltes Foramen lacrimale. Das Pflugscharbein ist an der Nasenscheidewand beteiligt, was als typisches Kennzeichen für die Trughirsche gilt. Die Paukenblasen sind relativ klein. Die obere Zahnreihe ist 5,9 bis 6,3 cm lang, die Molaren beanspruchen davon 2,8 bis 2,9 cm.

### Genetische Merkmale
Cytogenetisch kann der Paraguay-Großmazama gut vom Großmazama abgesetzt werden. Ersterer besitzt einen diploiden Chromosomensatz von 2n = 52/53 mit einer fundamentalen Anzahl von 56. Bei letzterem betragen die Werte 2n = 45 sowie 51. Dies bezieht sich aber auf die Populationen des nördlichen Amazonasgebietes. In anderen Regionen variiert der Chromosomensatz des Großmazamas von 2n = 42 bis 45 im westlichen Amazonas bis zu 2n = 51 bis 52 im östlichen Amazonas, so dass hier vermutlich unterschiedliche Arten vorliegen. Beim Küstenwald-Mazama (Mazama bororo) ließ sich ein diploider Chromosomensatz von 2n = 32 und eine fundamentale Anzahl von 46 ermitteln.

## Verbreitung und Lebensraum

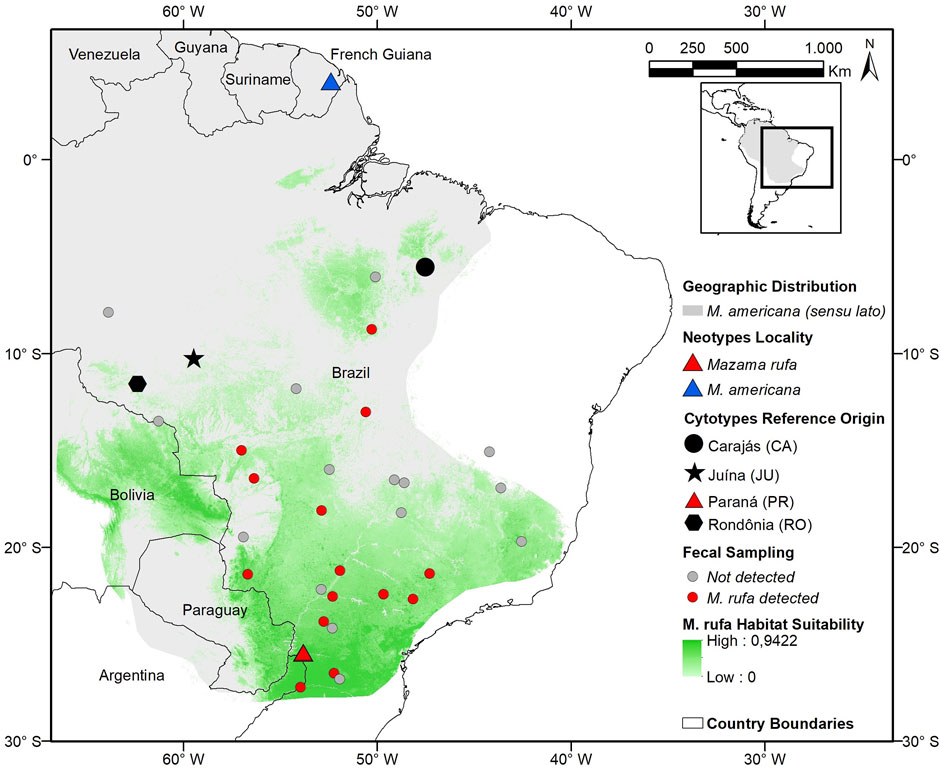
Verbreitungsgebiet des Paraguay-Großmazamas (rote Punkte)

Der Paraguay-Großmazama ist über ein weites Gebiet in Südamerika verbreitet. Die Art tritt im südöstlichen Brasilien, im östlichen Paraguay sowie im nördlichen Argentinien auf, möglicherweise ist sie auch in Bolivien anwesend. Die bewohnten Landschaften umfassen zumeist die Atlantischen Regenwälder, des Weiteren die trockenere Cerrado-Region und wohl auch Teile des feuchteren Gran Chaco. Anhand von genetischen Daten aus Kotresten ist der Paraguay-Großmazama bis in den Süden des Amazonasbeckens nachweisbar. Im Westen streift das Verbreitungsgebiet das Pantanal. Sowohl im Amazonasgebiet wie auch im Pantanal kommt es zu Überschneidungen mit anderen Vertretern des Großmazama-Artkomplexes. Die Ostgrenze des Vorkommens des Paraguay-Großmazamas ist derzeit nicht genau bestimmt. In den Atlantischen Regenwäldern und in der Cerrado-Region sind zusätzlich noch der Graumazama (Mazama gouazoubira) und der Kleinmazama (Mazama nana) heimisch.

## Lebensweise
Über die Lebensweise des Paraguay-Großmazamas liegen keine Informationen vor.

## Systematik
Der Paraguay-Großmazama ist eine Art aus der Gattung der Spießhirsche (Mazama) und der Familie der Hirsche (Cervidae). Die  Gattung Mazama umfasst knapp ein Dutzend Arten, die allesamt in Mittel- und Südamerika verbreitet sind. Innerhalb der Hirsche gehört sie zur Unterfamilie der Trughirsche (Capreolinae) und hierin wiederum zur Tribus der Eigentlichen Trughirsche (Odocoileini). Letztere vereinen die neotropischen Hirsche. Die Systematik der neotropischen Hirsche ist komplex und momentan problematisch, was zum größeren Teil auch die Spießhirsche betrifft. Molekulargenetischen Untersuchungen zufolge ist die Gattung Mazama paraphyletisch und verteilt sich auf zwei unterschiedliche Kladen. Hierbei stehen einerseits die zumeist rötlich gefärbten Arten den Amerikahirschen (Odocoileus) nahe und bilden somit einen Teil der Untertribus der Odocoileina, andererseits gruppieren sich die überwiegend grau gefärbten Vertreter mit den Andenhirschen (Hippocamelus), dem Sumpfhirsch (Blastocerus) sowie dem Pampashirsch (Ozotoceros) und formen gemeinsam die Untertribus der Blastocerotina. Der Paraguay-Großmazama wird den Odocoileina zugeordnet, die auch die Nominatform der Gattung Mazama, der Großmazama (Mazama americana), einschließt. Nahe verwandt sind damit auch der Küstenwald-Mazama (Mazama jucunda), der Kleinmazama (Mazama nana), der Yucatán-Mazama (Mazama pandora) und der  Mexiko-Großmazama (Mazama temama). In enger Beziehung zu diesen finden sich des Weiteren der Nördliche Zwergmazama (Mazama bricenii) und der Rote Kleinmazama (Mazma rufina), die artliche Eigenständigkeit von ersteren ist allerdings anzuzweifeln.
Die heute anerkannte wissenschaftliche Erstbeschreibung des Paraguay-Großmazamas stammt von Johann Karl Wilhelm Illiger. Das Jahr wird in der Regel mit 1815 angegeben, doch ist der Text wahrscheinlich schon vier Jahre früher entstanden. Illiger verweist in seiner Publikation auf Félix de Azara, der bereits im Jahr 1801 verschiedene  Hirsche aus Paraguay vorstellte und unter anderem mit dem Gouazoupita eine rötlich gefärbte Form (Cerf roux) von dem Gouazoubira mit graubrauner Farbgebung abtrennte. Erstere Hirschform führte Illiger unter der Bezeichnung Cervus rufus, letzterer unter Cerus simplicicornis. Ebenso bezog sich Gotthelf Fischer von Waldheim im Jahr 1814 auf de Azara und trennte mit Cervus gouazoupita den heutigen Paraguay-Großmazama von Cervus gouazoubira als heutigen Graumazama ab. Während Mazama gouazoubira heute als wissenschaftliche Artbezeichnung für den Graumazama fungiert, ist der Terminus Cervus gouazoupita für den Paraguay-Großmazama in der Folgezeit weitgehend in Vergessenheit geraten und wurde in keiner Synonymliste geführt. Wie Illiger und Fischer zuvor nahm Constantine Samuel Rafinesque-Schmaltz im Jahr 1817 de Azara zur Grundlage und etablierte mit Mazama pita eine synonyme Bezeichnung für den Paraguay-Großmazama, den Graumazama benannte er hingegen mit Mazama bira. Im gleichen Jahr wie Rafinesque führte Frédéric Cuvier mit Cervus rufus eine rotgefärbte Spießhirschart. Im Gegensatz zu Illigers Benennung des Paraguay-Großmazamas meinte Cuvier hier Tiere aus dem nördlichen Teil Südamerikas, weswegen die Artbezeichnung heute als Teilsynonym für den Großmazama gilt.
Allgemein wurde der Paraguay-Großmazama bis in das 20. Jahrhundert hinein als eigenständige Art geführt. Joel Asaph Allen unterschied im Jahr 1915 mit M. r. rufa und M. r. jucunda zwei Unterarten. Letztere war zwei Jahre zuvor von Oldfield Thomas als Mazama americana jucunda anhand eines nicht ausgewachsenen weiblichen Individuums aus Serra do Mar im südbrasilianischen Bundesstaat Paraná wissenschaftlich eingeführt worden, Die Form erwies sich später aber als eigenständige Art und repräsentiert heute den Küstenwald-Mazama. Spätestens im Jahr 2005 vereinte Peter Grubb zahlreiche rotgefärbte Spießhirschformen unter dem Großmazama, dem er fast ein Dutzend Unterarten zuwies, darunter auch den Paraguay-Großmazama als M. a. rufa. Allerdings zeigte sich der Großmazama als in molekular- und cytogenetischer Sicht stark variable Art, weswegen er als Artkomplex eingestuft wurde. Die ausgewiesene Variabilität hatte unter anderem im Jahr 2003 in der Herauslösung des Küstenwald-Mazama aus dem Großmazama resultiert. In einer Revision der Hirsche aus dem Jahr 2011 teilte Peter Grubb gemeinsam mit seinem Kollegen Colin P. Groves den Großmazama daher provisorisch in mehrere Arten auf. Unter diesen führten sie Mazama rufa als nicht genau bestimmbare Form an. Den eigentlichen Großmazama beschränkten sie auf das nördliche Südamerika. Groves’ und Grubbs Aufspaltung fand nicht allgemein Anerkennung, unter anderem betrachtete der im gleichen Jahr erschienene zweite Band des Handbook of the Mammals of the World den Großmazama weiterhin als Artkomplex oder Superart. In weiteren Studien konnten die deutlichen genetischen Unterschiede innerhalb des Großmazama-Artkomplexes verifiziert werden. Eine Untersuchung aus dem Jahr 2021 hob den Paraguay-Großmazama dann auf Artniveau.
In seiner Erstbeschreibung gab Illiger Paraguay als Typusgebiet an, bestimmte allerdings keinen Holotyp. Es wird angenommen, dass die von de Azara beschriebenen Tiere aus der Umgebung von Asunción am Río Paraguay stammen. Die Region ist heute starken urbanen Veränderungen unterworfen. Der fehlende Holotyp erforderte die Festlegung eines Neotyps. Bei diesem handelt es sich um ein weibliches Tier aus der Nähe von Foz de Iguaçu in Paraná rund 290 km östlich von Asunción. Hier liegt der Nationalpark Iguaçu mit einem geschlossenen Atlantischen Regenwald. Die Landschaft ist zusätzlich über den Rio Iguaçu und dem Río Paraná mit dem Río Paraguay als ursprüngliches Typusgebiet verbunden.

## Gefährdung
Die IUCN führt den Paraguay-Großmazama nicht als eigenständige Art, sondern integriert ihn in den Großmazama. Die vom Paraguay-Großmazama bewohnten Landschaften unterliegen starken anthropogenen Veränderungen. Dies betrifft vor allem die Atlantischen Regenwälder, aber auch die tropischen Regenwälder des Amazonasbeckens. Beide werden intensiv abgeholzt. Die menschlichen Einflüsse greifen auch auf die Cerrado-Region über. Nur ein geringer Anteil der Landschaften ist unter Schutz gestellt.